# Талдонова, Ольга Сергеевна
Ольга Сергеевна Талдонова (род. 25 июля 1979 года) — заслуженный мастер спорта России (подводное ориентирование).

## Карьера
Занимается плаванием в ластах и подводным ориентирование. Победитель и призёр чемпионатов России, Европы и мира.
Спортсмен-инструктор отделения подводного спорта Новосибирского ЦВСМ.